# Romosinuano
La romosinuano est une race bovine originaire de Colombie.

## Origine

### Étymologique et géographique
Elle doit son nom à l'absence de cornes, « romo » en espagnol, et à son origine géographique la vallée du Río Sinú.
Elle peut aussi être nommée coastal polled, romu ou moruno-sinuano.

### Historique
Les premiers bovins sont arrivés en Colombie en provenance d'Espagne par les ports de Carthagène et Santa Marta. Il s'agissait d'animaux de race du rameau ibérique. Cette population a donné toutes les races actuelles colombiennes, par différenciation de caractéristique au cours des siècles en fonction des différentes région climatique et topographique.
Au sein de cette population, une certaine proportion d'animaux sans cornes existaient, et existent encore dans la plupart des races colombienne. Dans le département d'Antioquia, ce caractère est devenu dominant, peut-être sélectionné par les éleveurs pour une manipulation moins risquée des animaux. Une autre hypothèse est l'introduction de reproducteurs de race sans cornes et de couleur rouge comme la red poll ou la red angus.

## Morphologie

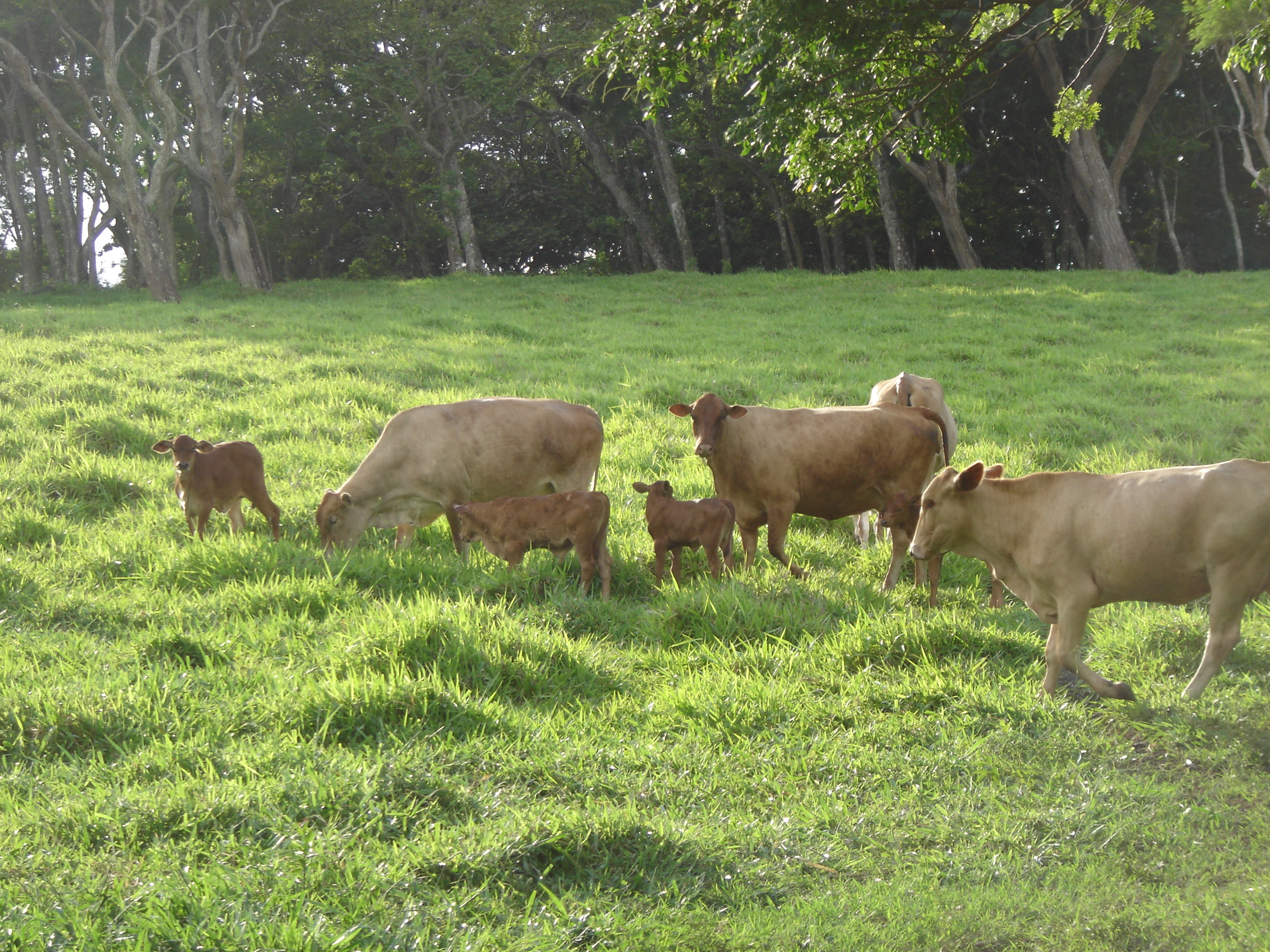
Troupeau au paturage.

Elle porte une robe unie rouge. Dans le détail, les individus peuvent aller du froment clair au chatain sombre en passant par le fauve et le roux. Des nuances plus foncé au niveau de l'encolure sont surtout marquées chez les taureaux. La peau est claire mais les muqueuses sont sombre. (mufle, yeux) 
C'est une race de taille moyenne avec une taille au garrot de 131 cm de moyenne chez les mâles et 123 pour les femelles. Leur masse est respectivement de 573 et 423 kg. Elle a une silhouette de race bouchère.

## Aptitudes
C'est une race élevée pour sa production bouchère. Elle donne une viande savoureuse et maigre, que ce soit en pure race ou en croisement avec des races de zébu.
Elle est bien adaptée par des siècles de sélection à un climat défavorable à d'autres races bovines : humidité, chaleur et présence de nombreux ectoparasites. Elle tire bien parti des pâturages naturels avec période sèche de 3-4 mois.
Elle est aisée à manipuler, à danger réduit par l'absence de cornes et réputée pour sa docilité.

## Effectif
La race est restée locale mais est majoritaire dans sa région d'origine et la population est relativement stable : 3200 animaux en 1986, 3400 en 1991 et 2014 en 1999. 

## Sources